# Coleocentrus soleatus
Coleocentrus soleatus är en stekelart som först beskrevs av Johann Ludwig Christian Gravenhorst 1829.  Coleocentrus soleatus ingår i släktet Coleocentrus och familjen brokparasitsteklar. Inga underarter finns listade i Catalogue of Life.